# Миниахметов, Нурлы Миниахметович
Нурлы Миниахметович Миниахме́тов (15 июня 1914 года — 9 сентября 1989 года) — командир отделения 39-го гвардейского отдельного сапёрного батальона 37-й гвардейской стрелковой дивизии 65-й армии Центрального фронта, гвардии младший сержант, Герой Советского Союза.

## Биография
Нурлы Миниахметович Миниахметов родился 15 июля 1914 года в деревне Аскиш ныне Караидельского района Башкирии в крестьянской семье. Татарин. В 1929 году окончил три класса сельской школы. Работал пчеловодом, председателем колхоза «Кызыл Яр». Член ВКП(б)/КПСС с 1950 года.
В 1936 году, а затем в 1941 году призывался в Красную Армию Байкибашевским райвоенкоматом Башкирской АССР. Учился в Люберцах (Московская область) на десантника.
На фронте в Великую Отечественную войну с 1942 года. Служил сапёром, минёром, разведчиком. Был ранен.
Младший сержант Миниахметов Н. М. отличился в боях при форсировании реки Десна. Переправившись под огнём противника через Десну, он обезвредил около 80 запрятанных противотанковых мин, срезал колючую проволоку, проделав безопасный проход для наступления наших частей.
После войны отважный воин демобилизован. Жил в родном селе. Работал в колхозе «Кызыл Герой» председателем, затем заведующим пасекой.
Скончался 9 сентября 1989 года. Похоронен в деревне Тегерменево Караидельского района Башкирии.

## Подвиг
«Командир отделения 39-го гвардейского отдельного сапёрного батальона (37-я гвардейская стрелковая дивизия, 65-я армия, Центральный фронт) гвардии младший сержант Миниахметов Н. М. при форсировании реки Десна частями дивизии в районе западнее села Собич Шосткинского района Сумской области Украины 12 сентября 1943 года за тридцать пять рейсов переправил на десантной лодке на западный берег, занятый противником, 370 бойцов с вооружением, 5 орудий и 11 повозок с боеприпасами».
Указом Президиума Верховного Совета СССР «О присвоении звания Героя Советского Союза генералам, офицерскому, сержантскому и рядовому составу Красной Армии» от 15 января 1944 года за «образцовое выполнение боевых заданий командования на фронте борьбы с немецкими захватчиками и проявленными при этом отвагу и геройство» гвардии младшему сержанту Миниахметову Нурлы Миниахметовичу присвоено звание Героя Советского Союза с вручением ордена Ленина и медали «Золотая Звезда» (№ 4616).

## Награды
- Медаль «Золотая Звезда» Героя Советского Союза (15.01.1944)[2].
- Орден Ленина (15.01.1944).
- Орден Отечественной войны 1-й степени (06.04.1985)[4].
- Орден Отечественной войны 2-й степени (22.09.1943)[5].
- Медаль «За отвагу» (16.09.1943)[6].
- Медаль «За оборону Сталинграда»..
- Медали.

## Память
- Колхоз «Кызыл Герой» («Красный Герой») Республики Башкортостан назван в честь Н. М. Миниахметова.
- В селе Караидель — районном центре Караидельского района Башкирии одна из улиц носит имя Героя.